# Марина Орлова
Марина Орлова (родена на 25 март 1986 г.) е руска актриса.
Носителка на няколко награди, играла главни роли в 35 игрални филми и телевизионни шоута в Москва, Пекин и Париж. В рускоговорещия свят е наричана руската Мерилин Монро. Тя е сред топ-10 най-известни и признати руски млади актриси. Марина живее в Лос Анджелис и продължава кариерата си в Холивуд.

## Ранни години
Марина Орлова е родена в курортния град Пятигорск на 25 март 1986 г. в семейство на интелектуалци. Майката на Марина – Людмила – е бил учителка по френски и немски език, а баща ѝ – Виктор – е музикант (акордеон).
Марина започва да пее още преди да заговори. Тя има уникално нисък глас, необичаен за деца. Още в ранна детска възраст нейният невероятен музикален талант се проявява. На тригодишна възраст Марина пише своята първа песен – „Приспивна песен“. Двадесет години по-късно тази песен е включена в известния телевизионен сериал „Родни хора“.

## Училище
Като всички деца, Марина също тръгва в начално училище. Тя се различава от другите деца, защото по време на междучасията тя свири на пиано и пее песните си, вместо просто да си играе с другите деца. Един ден директорът на музикалното училище е на посещение в началното училище и докато върви по коридора чува красив глас. Той е убеден, че гласът е на жена, но за негова изненада певицата е малко момиче. Той забелязва таланта на Марина и още на следващия ден тя представя неговото училище на музикалния конкурс „Изгряваща звезда“, където печели първо място.
След това Марина е канена да участва в градски конкурси и концерти, докато вестниците отпечатват снимките на това уникално талантливо момиче.
Един от най-елитните и престижни клубове в Пятигорск „Златният дворец“ кани 9-годишната Марина да пее в него. Всеки ден след училище баща ѝ я води в клуба, където тя пее. През почивните дни Марина участва в матинета за деца.
На 11 години, Марина завършва с отличие класическото музикално училище в рамките на ускорена учебна програма и започва да учи във вокално  джаз-училище, специалност пеене. Първото участие на Марина като актриса е в скечове в екипа на КВН. През 2001 г., когато е 15-годишна, Марина получава наградата „Мис КВН“ за най-артистично момиче.
Когато завършва гимназия, Марина Орлова казва на родителите си, че иска да стане актриса, но те отговарят, че това е невъзможно. Вместо да отиде в колеж тя се опълчва на родителите си, бяга от вкъщи през нощта и си купува билет за влака към Москва. Като в множество такива истории в САЩ, Марина тръгва само с 200 долара и името си, за столицата, следвайки мечтата си за актьорска кариера.

## Москва и театрално училище
Марина преминава през приемни изпити за петте най-престижни театрални школи в Москва и е приета във всичките пет – MXAT, Театралния институт „Борис Шчукин“, висшето театрално училище М.С. Шчепкин, Руския университет за театрално изкуство (ГИТИЗ), Всерусийския държавен университет по кинематография С.А.Герасимов (ВГИК).
В продължение на шест години Марина Орлова се учи по системата на Станиславски в MXAT, където нейни преподаватели са най-добрите актьори и режисьори в Русия.
Нейното изпълнение в дипломната ѝ работа „Ешалон“ е наградаено на Международния фестивал на Москва. През 2006 г. тя завършва университета с отличие и получава магистърска диплома по специалността „Театрална и кино-актриса“ и „Майстор по театрално майсторство“
Най-впечатляващият театрален спектакъл в живота на актрисата е ролята ѝ в американската пиеса „Билокси блус“, в която Марина играе две роли – на Дейзи и на Равена. Тази постановка е много успешна в Русия.

## Кино и сериали
Марина Орлова започва кариерата си в киното през 2007 г. Истинска известност придобива след сериала „Родни хора“ по тв-канал „Русия“. Паралелно с този сериал, тя е утвърдена и за главната роля в младежкия сериал „Борвиха“ по канала ТНТ. По това време я вижда и режисьорът Станислав Говорухин, който я кани за участие във филма „Пътничката“.
Това ярко начало на кариерата на Марина привлича вниманието на чуждестранни продуценти и тя е канена на снимки в Китай, след това и във Франция.
До 2013 г. тя се снима в над 35 роли в киното.

## Филмография
1. 2012 – Под прикритие – Барби
2. 2011 – Винаги казвай Винаги-7 – Лиза
3. 2011 – Златни (сериал) – Татяна Липкина
4. 2010 – Интерны – епизод 6 серия
5. 2010 – Лилия – Светлана Юриевна, временно тридневен секретар в редакцията на „МЖ“(2 сезон), с 219-а серия – асистент в катедра „Мода“ (сезон 3)
6. 2010 – Последната тайна Майстор – Елена
7. 2009 – Кремъл кадети – Ник
8. 2009 – Жена-зима – Оля
9. 2009 – Барвиха – Татяна Липкина, чиято основна роля е
10. 2008 – Стиляги – комсомолская правда
11. 2008 – Спешно в стая-2 – Татяна
12. 2008 – Местни хора (Украйна) – Олга Кузнецова, чиято основна роля е
13. 2008 – по Дяволите рая-2 – Роза
14. 2008 – Пассажирка – Нина Марковна
15. 2008 – Висяки – Оля
16. 2007 – На Сватовник – Настя
17. 2007 – Всички момчета на име Радостина
18. 2007 – Охламон – Светлина, чиято основна роля е
19. 2007 – Натурщица – Аня, племенница дами
20. 2007 – Громовы. Къща надежда – преводачката Лариса
21. 2004 – Пловдив-град – студент

## Музика
Марина има написани над 80 песни. Сътрудничи с композитори като Виктор Чайка и Горан Брегович. Нейна песен е изпълнявала звездата на руската естрада Анжелика Агурбаш. Самата Марина е написала и изпълнява някои свои песни във филми, в които участва.
Понастоящем живее и работи в Русия и в САЩ.